# Capitania General de les Filipines
La Capitania General de les Filipines va ser una entitat territorial, integrant de l'Imperi Espanyol, adjunta al Virregnat de Nova Espanya, que va ser establerta per la Corona espanyola a les Índies Orientals Espanyoles, amb capital a Cebu i després aManila. Incloïa, a més de les Filipines, a Palaos, Guam, les Illes Marianes, les Illes Carolines i altres illes de la Micronèsia. El virrei de Nova Espanya, que tenia la seva seu a la Ciutat de Mèxic, exercia sobre aquests territoris atribucions relatives a assumptes econòmics, ja que en la resta el Capità General tractava directament amb el rei d'Espanya i el Consell d'Índies.
La capitania general va subsistir fins al 12 de juny del 1898, data en què els filipins sota el comandament del general Emilio Aguinaldo van declarar la seva efímera independència. Pel Tractat de París (1898), en virtut del qual es va posar fi a la Guerra Hispano-estatunidenca, les illes Filipines i l'illa de Guam van ser cedides als Estats Units d'Amèrica. Les illes Mariannes, Carolines i Palaos van ser venudes a Alemanya pel tractat del 12 de febrer del 1899.

## Història
Després de la conquesta de les Filipines el 1565 per Miguel López de Legazpi, les illes de l'arxipèlag van rebre primer l'estatus de governació i més tard de Capitania General dependent del virregnat de Nova Espanya el 1574. El 1584 es va crear la Reial Audiència de Manila, que governava la capitania quan aquesta quedava vacant, el capità general va exercir les funcions de governador i president de la Reial Audiència (fins al 1861).
Per Ordre Reial del 17 de juliol del 1784 es va crear la Intendència de Manila per les causes d'exèrcit i real hisenda, sent nomenat intendent en comissió l'oïdor de l'Audiència de Manila, Ciriaco González Carbajal, havent d'utilitzar la Reial Ordenança d'Intendents del 1782 per al Riu de la Plata. A proposta de Carbajal, van ser creades el 24 de novembre del 1786, 4 intendències més a les Filipines unides als seus respectius corregidors, les quals eren: Ilocos, Camarines, Iloilo i Cebú, però aquestes intendències van ser suprimides per Reial Ordre del 20 de novembre de 1787. Un mes abans, el 23 d'octubre la Intendència de Manila va ser unida a la capitania general. Va ser novament separada per Reial Ordre del 25 de febrer del 1819, reunida el 14 de setembre del 1924, separada el 27 d'octubre del 1929, reunida a finals del 1842.

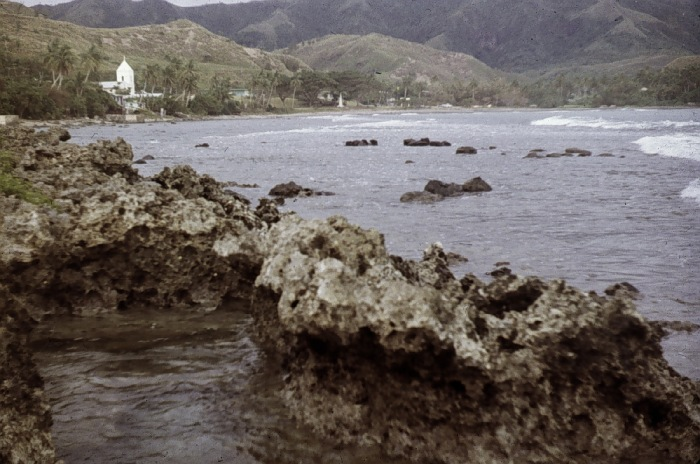
Lloc de desembarc de Magallahes a Umatac Bay

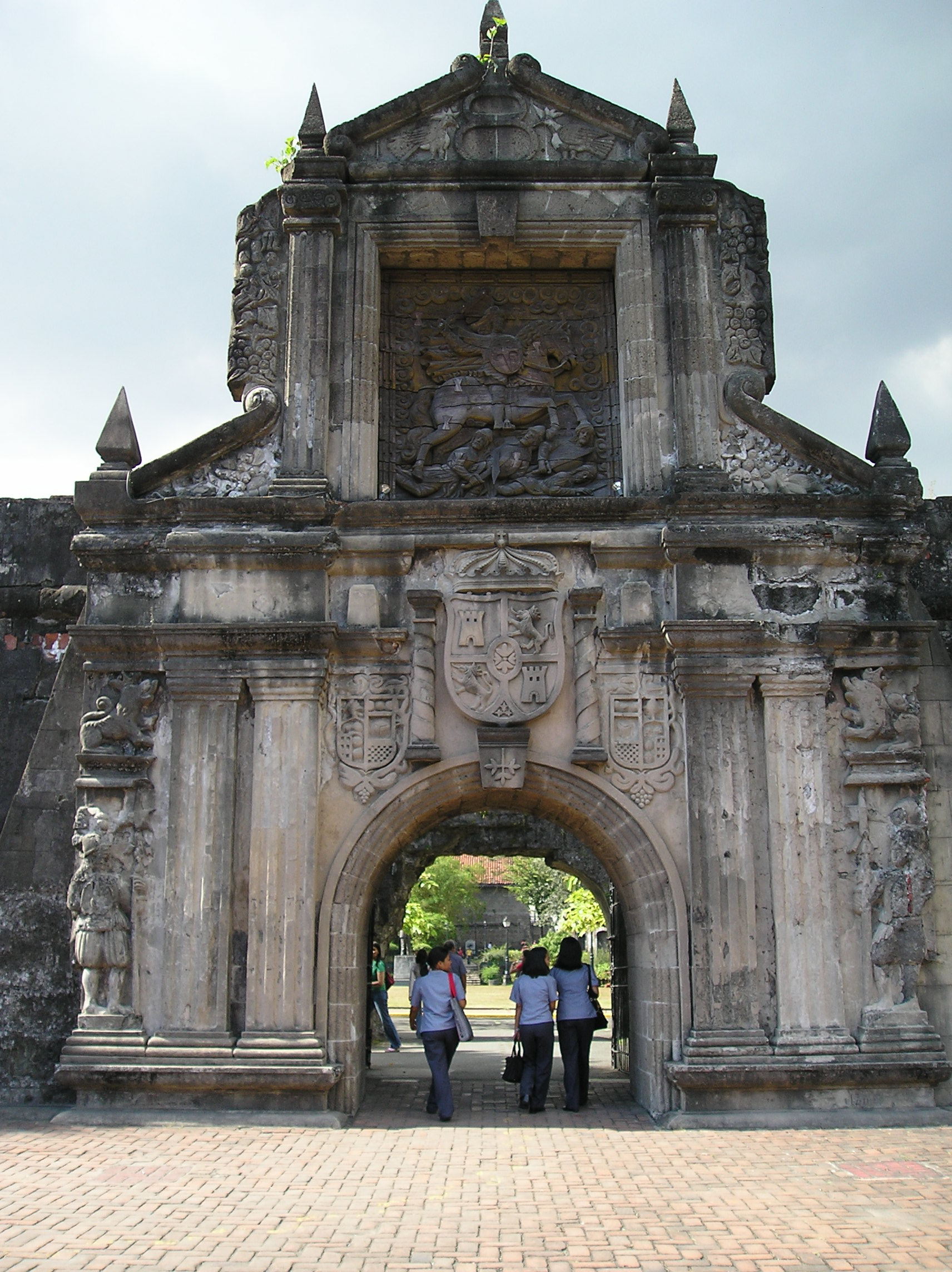
Fort de Santiago, entrada.

Fins a l'any 1822, els capitans generals eren civils, però a partir d'aquest any van ser sempre militars. Durant tota la segona meitat del segle xix, es van establir els governs i comandàncies militars, molt nombrosos donat l'elevat nombre d'illes i l'extensió del districte. Després de llargues etapes d'insurrecció de la població local i la guerra amb els Estats Units, el domini espanyol a les Filipines va cessar el 1898.
El període 1834 - 1874 va representar a les Filipines una etapa d'autèntics canvis, arribant a superar el seu retard respecte a Hispanoamèrica.
A partir del 1868 es fa sentir la influència liberal i els filipins se senten marginats al no poder mantenir els seus representants en les Corts de Cadis, assolits en la Constitució de 1812.

### Influència de la Constitució de 1812
La Constitució Espanyola de 1812, anterior en un segle a la Commonwealth de la Gran Bretanya, possibilitava la integració de la Capitania General de les Filipines: a l'Àsia, les illes Filipines, i les que depenen del seu govern.
| « | "El 1812, i recolzant-se en la nova Constitució, criolls i mestissos van sol·licitar canvis en els òrgans de govern, una igualtat de drets amb els peninsulars per a l'exercici de càrrecs públics; van lluitar per unes noves directrius econòmiques, aconseguint la supressió de la Reial Companyia de les Filipines, i, el 1815, la supressió de la Nau d'Acapulco que havia estat l'eix del monopoli comercial. " | » |

## Divisió territorial

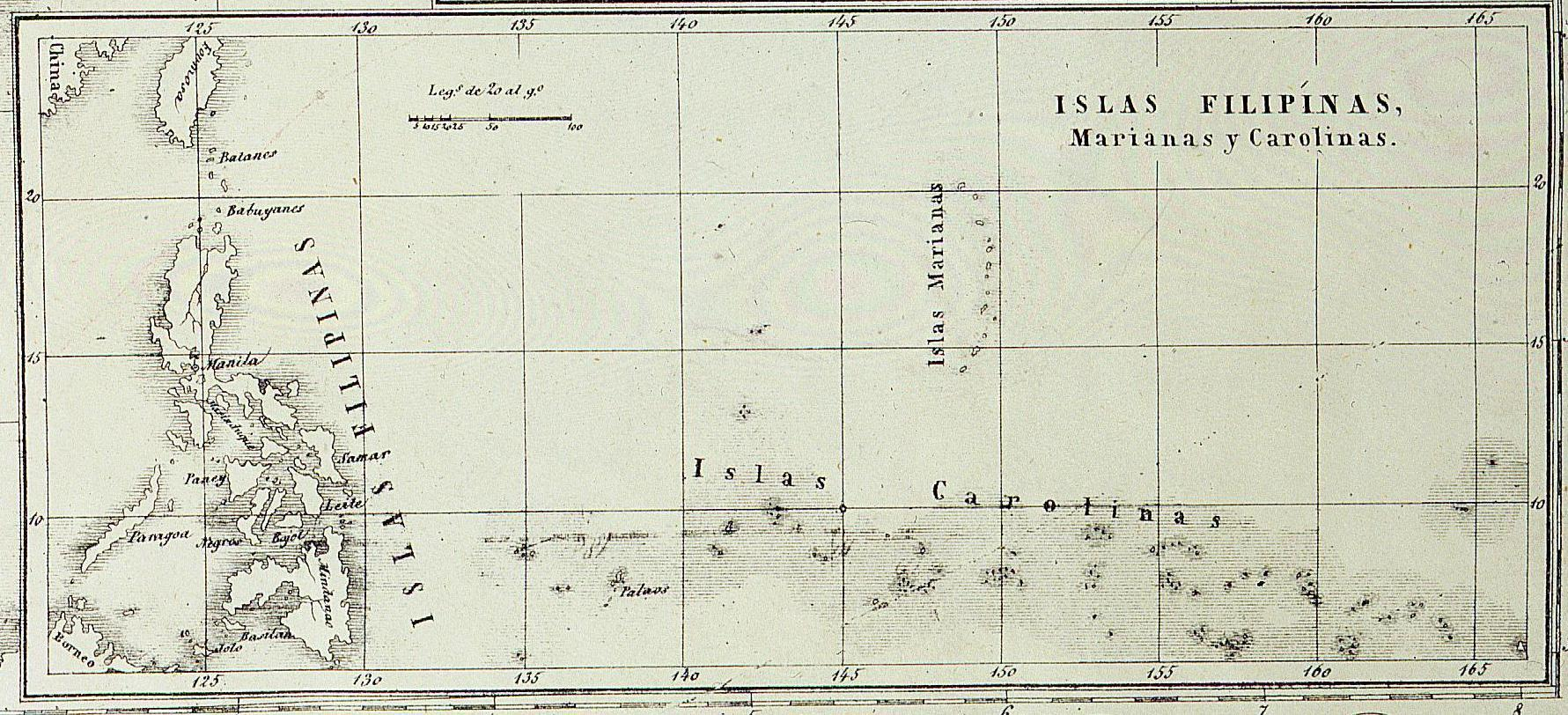
Carta de "Bachiller" amb totes les possessions d'Espanya a ultramar i illes adjacents 1858, Fragment.

Cap a mitjan segle xviii existien 24 províncies, de les quals 19 eren alcaldies majors i 5 corregimients:
 Corregimientos: 
- Marivela
- Cavite
- Zamboanga
- Mindanao Moro
- Otong

Alcaldies majors: 
- Albay
- Camarines (després dividida)
- Tayabas
- Cagayán
- Ilocos (després dividida)
- Pangasinan
- Pampanga
- Bulacan
- Tondo
- Laguna
- Balay (després cridada Batangas)
- Leite
- Panay (després cridada Capiz)
- Caraga
- Negres
- Calamianes
- Mindoro
- Mariannes
- Cebu

Províncies formades posteriorment:
- Zambales (separada de Pangasinán)
- Bataan (separada de Marivela i de Pampanga el 1754)
- Nueva Ecija (separada de Pampanga)
- Nueva Vizcaya (separada de Cagayán el 1839)
- Ilocos Nord (divisió en dos d'Ilocos el 1819)
- Ilocos Sud (divisió en dos d'Ilocos el 1819)
- Camarines Nord (divisió en dos de Camarines el 1829)
- Camarines Sud (divisió en dos de Camarines el 1829)
- Samar (separada de Leite)
- Misamis (separada de Mindanao Moro i de l'illa de Cebu)
- Iloílo (separada de Otong)
- Antique (separada de Otong)
- Obriu (separada de Ilocos Sud el 1846)
- Nova Guipúscoa (separada de Caraga el 1847)
- Tica i Masbate (govern polític i militar separat d'Albay el 1846)
- La Unió (separada de Pangasinán i d'Ilocos Sud el 1850)
- Part inferior del Agno (comandància política i militar)

### Seglexix

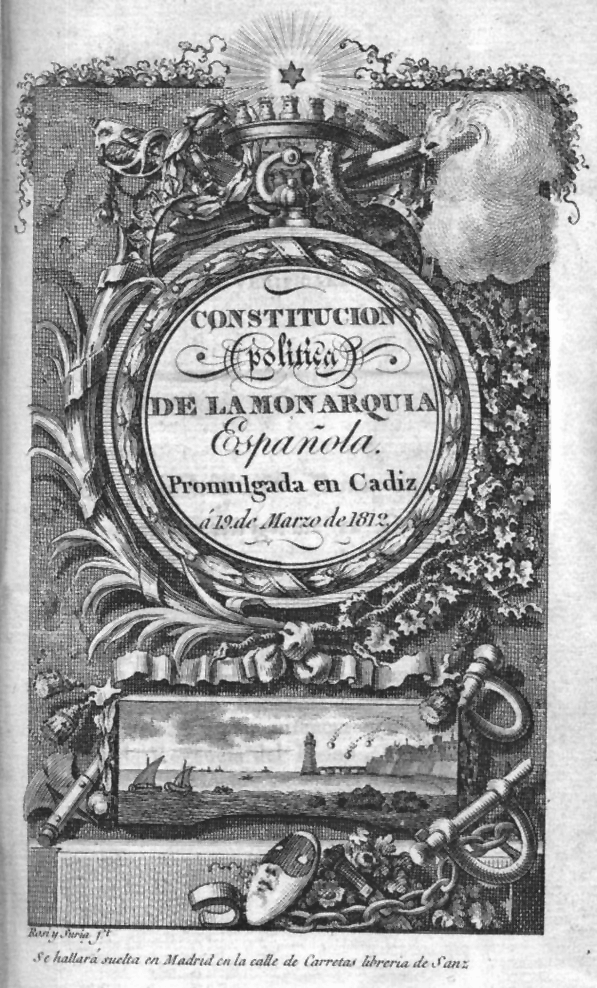
Edició original de la Constitució del 1812.

Cap a mitjan segle xix existien les següents províncies:
- Illa de Luzón (vint províncies): Tondo, Bulacan, Pampanga, Zambales, Bataan, Nova Écija, La Unión, Cavite, Laguna, Batangas, Pangasinan, Ilocos Nord, Ilocos Sud, Tayabas, Obri, Cagayán (inclou les illes Babuyanes), Nueva Vizcaya, Albay, Camarines Nord, Camarines Sud.
- Illes de Mindoro, Marinduque, Luban, Ilin (una província): Mindoro.
- Illes Batanes o Batán (una província): Batanes.
- Illa de Panay (3 províncies): Cápiz, Iloilo, Antique.
- Illa de Negres (una província): Negres.
- Illa de Samar (una província): Samar.
- Illa de Leite (una província): Leite.
- Illes Calamianes (una província): Calamianes.
- Illa de Cebu (una província): Cebu.
- Illa Mindanao (quatre províncies): Caraga, Misamis, Zamboanga, Nova Guipúscoa.
- Illes Mariannes (una província): Mariannes amb capital a Agan (illa de Guaján).

Al final de segle xix, Espanya reivindicava i incloïa ja el sultanat de Sulu (Joló) que per la seva part comprenia el Borneo Septentrional o Sabah, les reclamacions en l'Oceania Espanyola s'estenien a Palaos, Ralic Ratac, totes les illes Carolines i, més difusament les illes Bonin i les actualment anomenades Spratly.
Districtes especials (4): Benguet, Tica i Masbate, Comandància del Corregidor, part inferior del Agno.

### 1837
Una Reial Ordre del 31 maig 1837 va determinar:
 Governador i capità general 
Manila.
 Governs militars i polítics 
Caraga, Samar, Iloilo, Antique, Capiz, Albay, Camarines Sud, Tayabas, Cavite, Zamboanga, illes Mariannes.
 Alcaldies majors 
Misamis, Mindoro, Nova Écija, illa de Negres, Camarines Nord, Tondo, Zambales, Bulacan, Pampanga, Bataan, Pangasinam, lloc Sud, lloc Nord, Cagayan, illes Batanes, Llacuna, Batangas, Zebú, Leyte, Calamianes.

## Colonització de Taiwan
Una expedició espanyola va ser enviada des de les Filipines per conquerir Taiwan (illa Formosa) al comandament d'Antonio Carreño Valdés. Van desembarcar al nord de l'illa (al sud es trobaven assentats els holandesos des del 1625) el 7 de maig del 1626. Es va fundar el port de  La Santíssima Trinitat  (actualment Keelung) defensat per un fort anomenat de Sant Salvador. Poc després es va fundar un nou assentament a la localitat de Tamsui on es va edificar un altre fort anomenat Sant Domènec.
Espanyols i holandesos es van enfrontar reiteradament a Taiwan, el debilitament de la presència espanyola va fer que abandonessin Tamsui el 1638, mentre que el 1642, un flota holandesa va conquistar  La Santíssima Trinitat  i va expulsar els espanyols de Taiwan.

## Organització eclesiàstica
El 6 de febrer del 1579 va ser erigida la Diòcesi de Manila com sufragània de l'Arquebisbat de Mèxic. El 14 d'agost del 1595 va ser elevada a Arquebisbat de Manila, sent els seus sufragànies les tres diòcesis creades aquest dia:
- Diòcesi de Nueva Cáceres
- Diòcesi de Cebu
- Diòcesi de Nueva Segovia

El 27 de maig del 1865 va ser erigida la Diòcesi de Jaro, també sufragània de Manila.

## Governadors

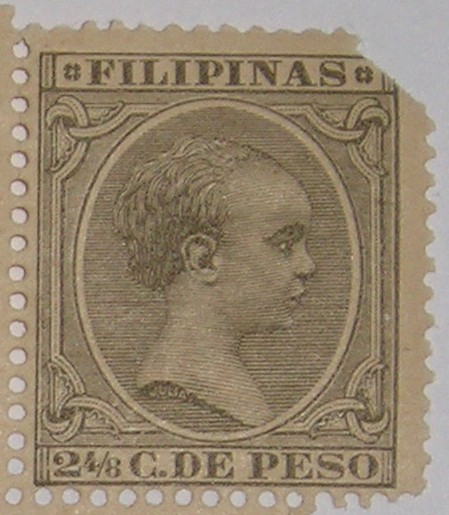
Segell de l'infant-Rei Alfons XIII

El Reial Governador General de les Filipines dirigí aquesta colònia espanyola fins al seu traspàs als Estats Units d'Amèrica. El governador també posseïa el títol de capità general, un grau militar conferit per les Corts espanyoles. Aquests governants controlar des de l'estratègica posició de Manila a les illes Filipines i a la resta de les Índies Orientals espanyoles des del 1565 el 1821, data en què deixen de formar part del Virregnat de Nova Espanya i passen a constituir una capitania general aïllada fins al 1898, subsistint fins al 1899 amb els arxipèlags de les Carolines, Mariannes i Palaos.

## Ètnies filipines
Pobladors autòctons eren els itas desplaçats als llocs més boscosos, els indonesis i els malais. Del tronc malai es van formar les noves ètnies: el mestís i el moro. Població forana eren els xinesos, que monopolitzaven el comerç, els criolls i els espanyols.

## Indústria i comerç
El primer mapa de les Filipines l'hi devem a Pascual Enrile y Alcedo i fruit d'aquest treball cartogràfic va ser el començament d'un vast programa d'obres públiques, a fi d'aïllar als comerciants xinesos.

## Ensenyament i cultura
El 1849 Narcís Clavería confecciona el primer cens veraç de l'Arxipèlag, obligant a la població a adoptar un únic nom i cognom. Les llistes es van elaborar amb noms geogràfics i cognoms espanyols, aconseguint la castellanització de cognoms.

## Manila

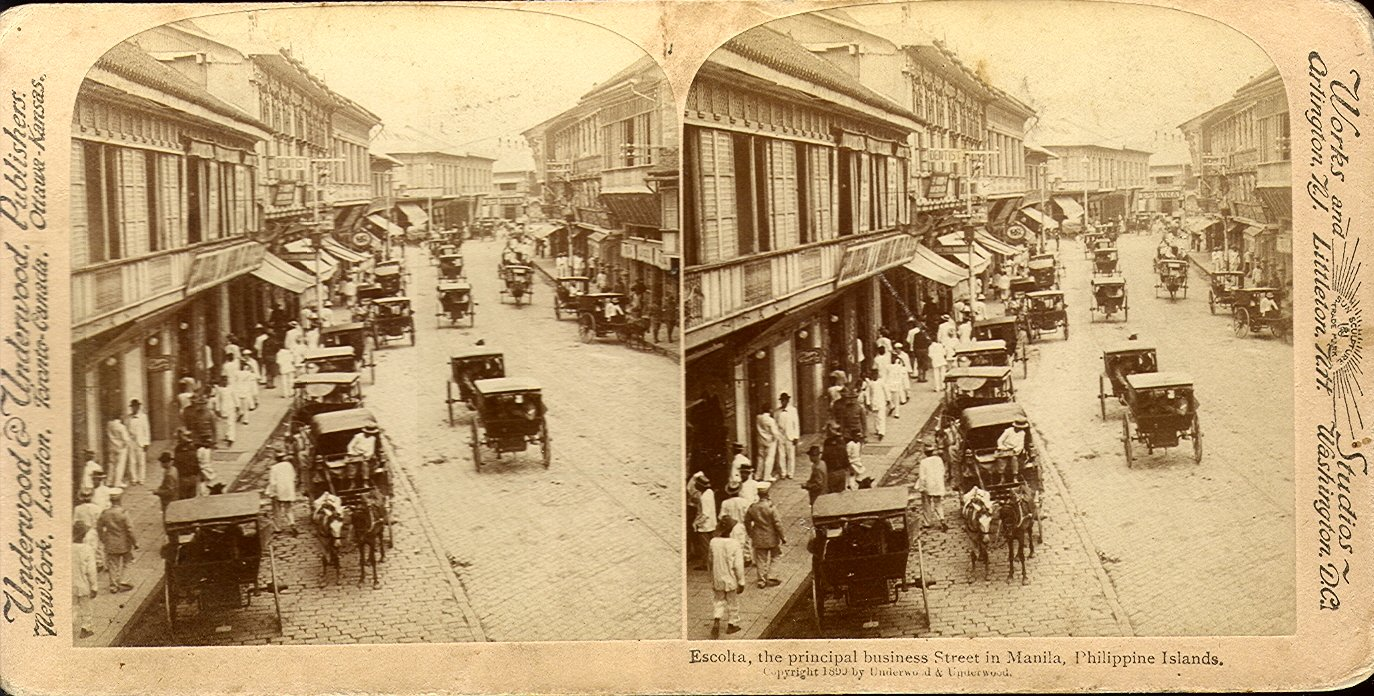
Manila, carrer Escolta, 1899

Manila va ser la capital de l'Oceania espanyola. Cap al 1830, perdudes ja les colònies de l'Amèrica continental, i entre elles Mèxic (punt de connexió entre Espanya i el remot arxipèlag filipí), la Metròpoli no restabliria el contacte regular amb l'arxipèlag fins a 1862, data de l'obertura del Canal de Suez. Amb això coincideixen les primeres corrents separatistes filipines.
Presa pels nord-americans el 1898, Manila va seguir mantenint un fort caràcter hispànic durant les dues primeres dècades del segle xx, i progressivament es van desmantellar totes les institucions culturals espanyoles, en particular l'educació escolar i l'oficialitat de l'idioma espanyol.

## Idioma espanyol
Nombroses disposicions legislatives imposaren l'idioma espanyol com a únic a les Filipines, tot i que durant la màxima expansió només hi hagué sis mil espanyols a l'illa, i es va encomanar als ordes religiosos el seu ensenyament, provocant el rebuig de la població local, que el veia com la llengua de l'oligarquia, que l'usava per diferenciar-se de la població local.
Es conserven gairebé intactes els noms i cognoms dels habitants de les Filipines, els quals segueixen sent en espanyol, inclosos els dos cognoms (per part de pare i mare) com és de llei en molts països de parla hispana.